# 普現寺
普現寺（ふげんじ）は、大分県臼杵市野津町にある臨済宗妙心寺派の寺院である。

## 概要
大友氏第2代当主大友親秀の五男である野津五郎頼宗が、普賢菩薩を夢に見て、永仁2年（1294年）に建立したと伝わる。寺名は「普賢」に同音の「普現」を当てたもの。天正年間の島津氏の豊後侵攻によって荒廃したが、正保4年（1647年）に現在地で再興。
境内には約200本のカエデが植えられており、紅葉シーズンの11月には夜間にライトアップされる。また、吉四六の菩提寺で、寺内にはその位牌が残されており、寺の付近には墓がある。
「風連鍾乳洞・キリシタン遺跡・普現寺吉四六さんの墓」として、大分百景に選定されている。